# Nuon

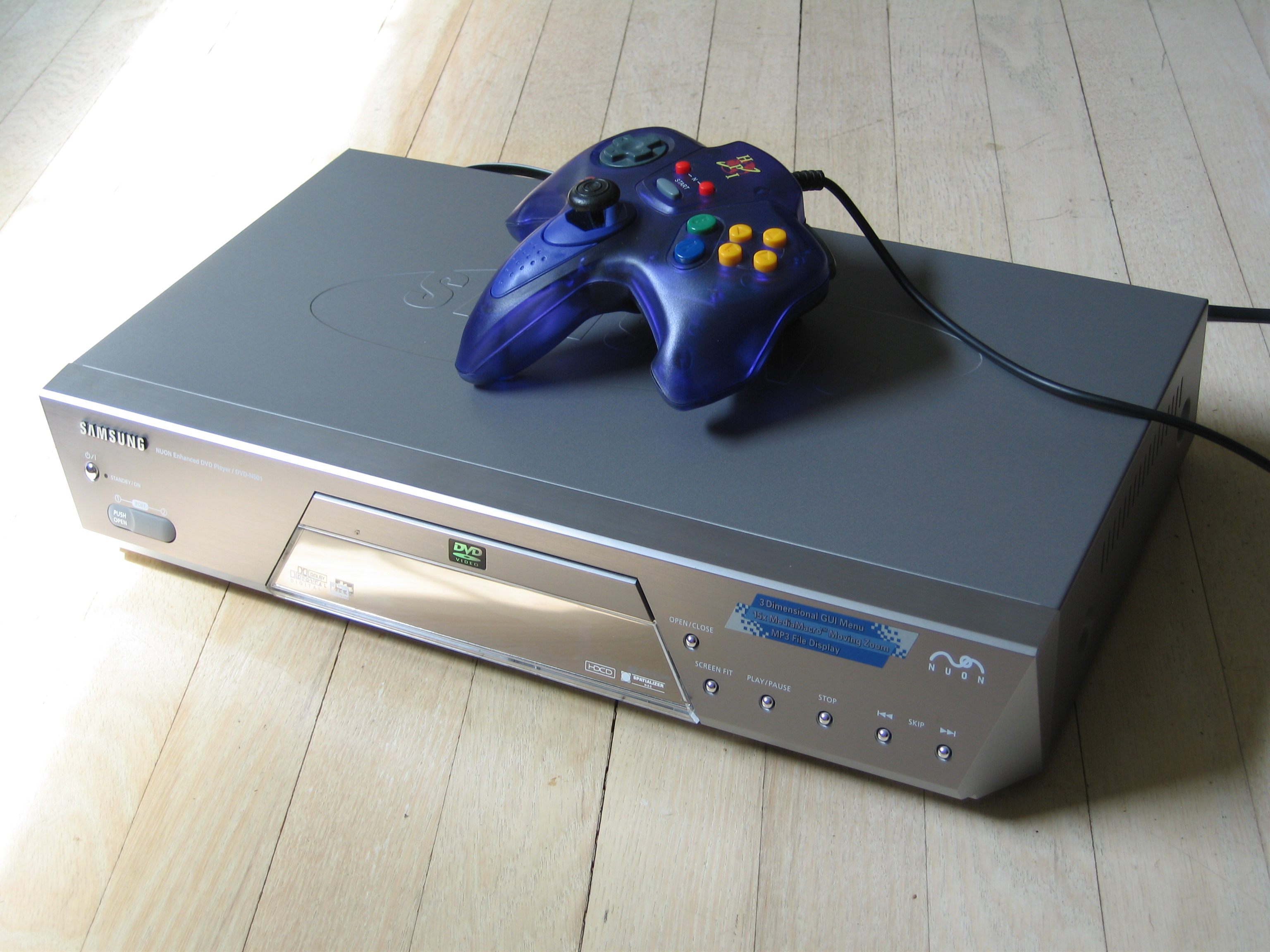
DVD Player Nuon da Samsung

Nuon é uma tecnologia que acrescenta recursos adicionais a aparelhos de DVD. Além da exibição de filmes, os aparelhos compatíveis com a tecnologia permitem a execução de videogames e utilização de recursos adicionais durante a exibição de DVDs.
A tecnologia foi originalmente desenvolvida para videogames, sob o codinome Project X, que nunca se concretizou.